# La luna (película de 1979)
La luna es una película ítalo-estadounidense dirigida por Bernardo Bertolucci y estrenada en 1979. Se cuenta que para esta película, Bertolucci tomó el modelo de la estructura melodramática de las óperas de Verdi. 

## Argumento
Después del fallecimiento repentino de su marido Douglas, Caterina, una cantante de éxito de Nueva York, se trasladó con su hijo Joe a Italia, país donde anteriormente ella había estudiado canto. En Roma, Caterina llega a la cumbre de su carrera, aunque Joe, que tiene solo 15 años, se siente infeliz, abandonado. Es tal su desazón, que pronto cae en el consumo de la heroína y otras drogas destructivas. Sus escapadas por barrios deprimidos de la ciudad eterna le llevarán a correr peligros innecesarios. Los desencuentros con su madre, que empiezan a ser constantes, hacen tomar conciencia a Caterina de que no sabe absolutamente nada de su hijo, la persona más próxima a ella. De esta manera, la protagonista entra en una crisis en la que llega a cuestionar la manera de entender a la artista y a la madre. Después de una entrevista con Mustafa, amigo de Joe y traficante de droga, Caterina intenta aproximarse a su hijo y cambiar su propio comportamiento. Para ello, seduce a su hijo como si fuese cualquier varón y, en un viaje a la ciudad de Parma, mantiene con él relaciones incestuosas. En una ocasión, Caterina le cuenta a su hijo el primer beso que dio hace muchos años a un hombre italiano. El joven conoce por primera vez de boca de su madre quién es su padre biológico, un tal Giuseppe, que es aún en ese momento profesor y vive en la costa con su esposa. El hijo le gira una visita y, para sus adentros, sueña con una imposible reunificación de la pareja. Pero lo imposible deja de serlo cuando Giuseppe sale de los ensayos de la ópera de Verdi que interpreta Caterina y, enmascarado durante un baile por las Termas de Caracalla se reconcilia con la diva. El hijo, Joe, dejará definitivamente las drogas para ser consecuentemente un adulto.

## Reparto
- Jill Clayburgh: Caterina Silveri
- Matthew Barry: Joe Silveri
- Veronica Lazăr: Marina
- Renato Salvatori: el comunista
- Fred Gwynne: Douglas Winter
- Alida Valli: madre de Giuseppe
- Elisabetta Campeti: Arianna
- Franco Citti: hombre en el bar
- Roberto Benigni: tapicero
- Carlo Verdone: Director del Caracalla
- Peter Eyre: Edward
- Stéphane Barato: Mustafa
- Pippo Campanini: el guardián del hotel
- Rodolfo Lodi: Maestro Giancarlo Calo
- Shara Di Nepi: Concetta
- Jole Silvani: la amante del guardarropa
- Francesco Mei: Barman
- Ronaldo Bonacchi: Barman
- Mimmo Educado: Piano Mover
- Massimiliano Filoni: Piano Mover
- Alessio: Chófer del Caracalla
- Tomás Milián: Giuseppe

## Interpretaciones de la película
Como se sabe, la luna tiene dos caras: una es visible a nuestra curiosidad; la otra, oculta, celosa de su misteriosa realidad. Así quiso Bertolucci mostrar a sus dos personajes principales en la película, la madre y el hijo. Cuando Joe todavía era pequeño, paseando junto a la costa italiana, Caterina lo llevaba en el portaequipajes de la bicicleta, por una carretera iluminada por la luna. Él, que había creído siempre haber nacido en Brooklyn, conoce al final de la historia que sus primeros años los pasó por tierras italianas, donde se hunden sus raíces paternas. En efecto, su madre abandonó a Giuseppe y cambió de vida completamente. Pero la parte oculta de la luna seguía allí, alumbrando la Tierra en días especiales.

## Lugares de rodaje
El rodaje de la película se desarrolló en diferentes lugares de Italia y de la ciudad de Nueva York:
- Roma, sobre todo en las Termas de Caracalla.
- Parma, Emilia-Romaña.
- Villa Verdi, en Sant'Agata, municipio de Villanova sull'Arda, Provincia de Piacenza, Emilia-Romaña.
- Nueva York, sobre todo el paseo de Brooklyn Heights.
- Estudios Palatino de Roma, Italia.